# Shen Kuo
Shen Kuo ou Shen Kua (chinês: 沈括, pinyin: Shěn Kuò) (1031 - 1095) foi um geólogo, astrónomo, embaixador, general militar, matemático, cartógrafo, engenheiro hidráulico, botânico, zoólogo, farmacólogo, escritor, e burocrata do governo da Dinastia Song (960-1279), na China.

## Biografia
Shen Kuo viveu em Qiantang, actual Hangzhou. Em 1063, aos 35 anos, Shen Kuo passou com êxito o Exame imperial para serviço do Governo. Foi como embaixador ao Império Tangut e esteve nas campanhas militares contra eles. Foi administrador principal da Oficina de astronomia e Chanceler da academia de Han-lin. Também foi aliado político e confidente do chanceler Wang Anshi e  do imperador Shenzong (神宗 Shénzōng; 1067-1085).
Shen Kuo foi o primeiro a descrever a bússola magnética no livro Mengxi Bitan, um século antes de  Alexander Neckham o fazer na Europa. Elaborou também uma teoria geológica da geomorfologia observando os depósitos de barro, os fósseis de mar que se encontravam nas montanhas, e os fósseis petrificados subterrâneos de bambu encontrados numa região na qual não se desenvolve o bambu. Descreveu também os caracteres móveis de impressão de argila, inventados pelo artesão Bi Sheng nos anos 1041 a 1048. Melhorou as invenções da esfera armilar, do gnómon, e do relógio de clepsidra. Descobriu o conceito astronómico do norte verdadeiro, e alegou que o sol e a lua eram esféricos, não planos, empregando a observação do eclipse solar e o eclipse lunar. Fez dois atlas, e criou uma carta geográfica tridimensional. Foi também o primeiro na China a descrever o dique seco para reparação de barcos. Reformou o calendário chinês com base em observações astronómicas precisas que realizou durante meses.
Shen Kuo viveu o final da sua vida em isolamento, na sua casa, que tinha um jardim que lhe servia para espairecer, perto de Zhenjiang, província de Jiangsu. O seu túmulo situa-se na zona de Yuhang de Hangzhou.